# 唐棣之華
《唐棣之華》是一首先秦逸詩，見於《論語·子罕》末章。原文僅保留有一章四句：“唐棣之華，偏其反而。豈不爾思？室是遠而。”《春秋繁露·竹林》與《文選·廣絕交論》李善注亦引此詩，其中“唐棣”作“棠棣”。內容為藉由花開之繁盛抒發思念之情，風格與《詩經》相仿。
詩中“偏其反而”的含義歷來存在聚訟。陳鴻森指出了歷代注家望文生義的偏頗，考證“偏反”為“繽紛”的異形聯綿詞。